# El Clascar
El Clascar, también conocido como el castillo de Bertí, es una edificación en estado ruinoso del término municipal de San Quirico Safaja, en la comarca del Moyanés. Pertenece al antiguo pueblo rural de Bertí.
Está situado en lo alto de los Cingles de Bertí, muy cerca y a mediodía de la iglesia de San Pedro de Bertí, en la parroquia a la que perteneció. Está en el extremo oriental del término de San Quirico Safaja. A su sudoeste había estado la masía de Can Saloma.
Se accede por un antiguo camino rural, actualmente sendero, que desde San Pedro de Bertí se dirige hacia el sur, y en unos 650 metros conduce al Clascar. En vehículo, la pista que permite el acceso sale del mismo lugar, pero da la vuelta más al este.

## Historia
De la antigua domus o casa fuerte, hay existencia documental del año 987.
Se convierte en masía en el siglo XIV cuando ya se menciona un tal Guillermo de Clascar bajo el dominio de la familia Centelles. En el siglo XVI fue propiedad de los señores de Bell-lloc.
A principios del siglo XX tuvo una importante restauración en un fantasioso estilo con elementos góticos, románicos y arabizados, tanto auténticos como imitaciones, como las ventanas geminadas de arco trébol, el coronamiento en forma de almenas y la torre de planta circular en la esquina de tramontana.
La obra, iniciada por los últimos propietarios, los Almirall, quedó inacabada. Tiene una curiosa capilla, dedicada al Santo Cristo.
La parte antigua que queda al lado de la nueva edificación es de los siglos XV o XVI y deja entrever algunos detalles de la antigua masía, como son las tres crujías paralelas, la planta baja, el piso y la cubierta de dos vertientes.
En 1949 fue catalogado como Bien Cultural de Interés Nacional, ya que su origen está relacionado con un castillo medieval.

## Etimología
Joan Corominas estableció que Clascar proviene de Castellar, de manera similar a Castlà, forma medieval para un concepto similar (el castellano, o caballero que ostenta la posesión de un castillo).